# Plagiostachys escritorii
Plagiostachys escritorii är en enhjärtbladig växtart som beskrevs av Adolph Daniel Edward Elmer. Plagiostachys escritorii ingår i släktet Plagiostachys och familjen Zingiberaceae.
Artens utbredningsområde är Filippinerna. Inga underarter finns listade i Catalogue of Life.